# Нижні Хоразани
Нижні Хораза́ни (рос. Нижние Хоразаны, чув. Анатри Хурасан) — присілок у складі Аліковського району Чувашії, Росія. Входить до складу Чувасько-Сорминського сільського поселення.
Населення — 111 осіб (2010; 134 у 2002).
Національний склад:
- чуваші — 99 %